# Adem Ljajić
Adem Ljajić (serbisch-kyrillisch Адем Љајић; 29. September 1991 in Novi Pazar, SR Serbien, SFR Jugoslawien) ist ein serbischer Fußballspieler. Er steht aktuell beim FK Novi Pazar unter Vertrag und spielt für die serbische Nationalmannschaft. Seine bevorzugte Position ist das linke Mittelfeld.

## Leben
Ljajić ist ethnischer Bosniake und praktizierender Muslim.

## Karriere
Mit 14 Jahren wechselte Ljajić nach Partizan Belgrad. Dort durchlief er die Jugendmannschaften des Vereins. Mit 17 Jahren war er Stammspieler bei Partizan und absolvierte zwei Spiele in der Qualifikation zur UEFA Champions League sowie drei Spiele im UEFA-Pokal 2008/09. Sein erstes Tor erzielte er am 23. November 2008 während des Ligaspiels gegen OFK Belgrad. Bereits in seiner ersten Saison als Profi im Jahr 2008 gewann er das Double aus Meisterschaft und Pokal. Es folgten der Gewinn der Meisterschaft 2009 und des erneuten Doubles 2010.
Im Oktober 2008 absolvierte er ein Probetraining beim englischen Meister Manchester United. Am 2. Januar 2009 unterschrieb er einen Vertrag bei diesem Verein. Der damals 17-jährige Ljajić wechselte nicht sofort, sondern spielte noch bis zum Jahresende für Partizan. Manchester verzichtete dann auf die Kaufoption für Ljajić im Winter 2010, da ihm keine Arbeitserlaubnis erteilt wurde.
Am 13. Januar 2010 unterschrieb Ljajić bei der AC Florenz einen Vierjahresvertrag. Die Ablösesumme betrug ca. acht Millionen Euro. Ljajić debütierte für seinen neuen Verein am 31. Januar 2010 im Spiel gegen Cagliari Calcio, bei dem er in der 82. Minute für Manuel Pasqual eingewechselt wurde. Unter Trainer Cesare Prandelli kam er in der Hinrunde kaum zum Einsatz. Dies änderte sich jedoch mit der Ankunft seines Landsmannes Siniša Mihajlović als neuem Trainer des Vereins. Unter Mihajlović entwickelte er sich schließlich zum Stammspieler. Sein erstes Tor für Florenz erzielte Ljajić am 18. September 2010 vom Elfmeterpunkt gegen Lazio Rom, das Spiel verlor Florenz jedoch mit 1:2.
Am 29. August 2013 gab die AS Rom Ljajićs Verpflichtung für 11 Millionen Euro bekannt. Von der Roma wechselte Ljajić am 31. August 2015 auf Leihbasis zu Inter Mailand. Die Mailänder erhielten außerdem die Option, den Serben dauerhaft zu verpflichten. Obwohl sich Adem Ljajić bei Inter zu einem Schlüsselspieler entwickelte, zog Inter Mailand die Kaufoption für ihn nicht. Ljajić wollte unbedingt die AS Rom verlassen, sodass es kurzzeitig Spekulationen gab, dass Ljajić zu Juventus Turin oder Betis Sevilla wechseln wird. Am 19. Juli 2016 gab die AS Rom bekannt, dass Ljajić für eine Ablösesumme von 8,5 Millionen Euro zum FC Turin wechseln wird.
Am 31. August 2018 wurde Ljajić von dem türkischen Verein Beşiktaş Istanbul verpflichtet. 2021 gewann er mit dem Verein das nationale Double aus Meisterschaft und Pokal.
Nach einer kurzen Station beim Fatih Karagümrük SK wechselte er im September 2023 zurück in seine serbische Heimat zum FK Novi Pazar.

## Kontroversen
Am 2. Mai 2012 wurde Ljajić im Liga Spiel gegen Novara Calcio in der 32. Minute von Trainer Delio Rossi ausgewechselt. Ljajić provozierte Rossi nach seiner Auswechslung durch Applaus, woraufhin Rossi Ljajić einen Faustschlag versetzte. Rossi wurde noch am selben Abend als Trainer entlassen.
Im Mai 2012 wurde Ljajić von Nationaltrainer Siniša Mihajlović aus der serbischen Nationalmannschaft entlassen, nachdem er beim Freundschaftsspiel gegen Spanien die serbische Nationalhymne Bože Pravde aus „persönlichen Gründen“ nicht mitsang, obwohl er zuvor wie alle anderen Spieler einen Verhaltenskodex unterschrieben hatte, der unter anderem das Singen der Nationalhymne beinhaltet.
Unter dem neuen Nationaltrainer Ljubinko Drulović wurde er bereits im ersten Spiel unter seiner Leitung für den Kader wieder einberufen. Während eines darauffolgenden Interviews teilte Ljajić mit, dass er Mihajlović viel zu verdanken habe und sie zueinander in einem guten Verhältnis stehen und beendete somit Spekulationen. Ebenso sei es eine Ehre, wieder Teil der Nationalmannschaft zu sein, und er werde beweisen, dass er das Trikot Serbiens verdiene. Es fiel ihm schwer, nicht zum Kader zu gehören, er war ihr größter Fan während der WM-Qualifikation, so Ljajić. Am 5. März 2014 wurde er schließlich während eines 2:1-Auswärtsieges gegen Irland in der 81. Minute für Dušan Tadić eingewechselt und absolvierte somit sein achtes Länderspiel. 2018 nahm er mit Serbien an der Fußball-WM teil. Hier wurde er bei allen drei Vorrundenspielen eingesetzt, schied mit Serbien jedoch nach der Vorrunde aus.